# Burghardt Arndorfer
Burghardt Arndorfer (* 24. August 1948 in Loickenzin; † 4. Februar 2021 in Altentreptow) war ein deutscher Politiker (Ost-CDU, CDU) und von 1990 bis 1994 Abgeordneter des Landtages von Mecklenburg-Vorpommern.

## Leben
Arndorfer besuchte die Grundschule in Altentreptow und die Erweiterte Oberschule in Demmin und legte dort das Abitur ab. Er machte eine Ausbildung als Kfz-Schlosser und studierte von 1967 bis 1970 an der Ingenieur-Schule für Landtechnik in Berlin-Wartenberg. Nach dem Studium arbeitete er 20 Jahre als Konstrukteur und Gruppenleiter Stahlformenbau
im VEB Baumechanik Neubrandenburg, der späteren Kran- und Stahlbau GmbH.

## Politik
1978 trat er in die Blockpartei CDU ein. Er wurde Mitglied des Bezirksvorstandes der CDU und stellvertretender Vorsitzender des Bezirksausschusses Neubrandenburg der Nationalen Front. Im Jahr 1987 übernahm er den Vorsitz der Ortsgruppe Altentreptow und wurde stellvertretender CDU-Kreisvorsitzender.
Auf dem Sonderparteitag der CDU am 17. Dezember 1989 wurde er zum Mitglied des Parteivorstandes gewählt. Nach der Wende wurde er stellvertretender Vorsitzender der CDU Mecklenburg-Vorpommern. Bei den Kommunalwahlen im Mai 1990 wurde er in den Kreistag Altentreptow gewählt.
Bei der Landtagswahl in Mecklenburg-Vorpommern 1990 wurde er als Direktkandidat im Wahlkreis 30 (Anklam-Altentreptow) in den Landtag von Mecklenburg-Vorpommern gewählt. Im Landtag gehörte er dem Wirtschafts- und dem Rechtsausschuss an. Daneben war er bis zum 8. Januar 1993 Mitglied des Untersuchungsausschusses „Vertragsabschlüsse Schiffbau und Schiffahrt“.

## Auszeichnungen
- 1985 Ehrenmedaille der Nationalen Front[6]
- 1986 Orden Banner der Arbeit Stufe I (im Kollektiv)[7]